# بنیل داریوش
بنیل داریوش (به انگلیسی: Beneil Dariush) (زاده ۶ مه ۱۹۸۹ در ارومیه) مبارز ترکیبی حرفه‌ای ایرانی‌تبار آمریکایی است. او در دستهٔ سبک‌وزن یواف‌سی به رقابت می‌پردازد. نسب داریوش به آشوریان ایران می‌رسد.

## شروع فعالیت حرفه‌ای
داریوش در سال ۲۰۰۷ شروع به آموختن رشتهٔ جوجیتسو برزیلی کرد. او پس از پنج سال فعالیت و دریافت کمربندهای آبی، بنفش و قهوه‌ای، قهرمان جهان در این رشته شد و کمربند سیاه این رشته را نیز دریافت نمود.

## سوابق در یواف‌سی
داریوش در ژانویهٔ سال ۲۰۱۴ نخستین مبارزه رسمی خود را در یواف‌سی با برد مقابل جیسون‌های شروع کرد. او تا فوریه سال ۲۰۱۸، ۱۹ بار به مبارزه پرداخته که ۱۴ بار به پیروزی رسیده‌است و در رده‌بندی دستهٔ سبک‌وزن جهان در رتبهٔ سوم قرار دارد.

## افتخارات و دستاوردها در مبارزات ترکیبی
- عنوان نمایش شب یواف‌سی (۲ بار)
- ورود به UFC
- عنوان احترام در قفس UFC
- کسب کمربند قهرمانی RITC سبک‌وزن
- دفاع از کمربند قهرمانی RITC سبک‌وزن

## پیوندها
بنیل داریوش در اینستاگرام